# Dysaphis anthrisci
Dysaphis anthrisci är en insektsart som beskrevs av Carl Julius Bernhard Börner 1950. Dysaphis anthrisci ingår i släktet Dysaphis och familjen långrörsbladlöss. Arten är reproducerande i Sverige.

## Underarter
Arten delas in i följande underarter:
- D. a. chaerophyllina
- D. a. majkopica
- D. a. anthrisci